# 聖奧麗加和聖麗莎教堂

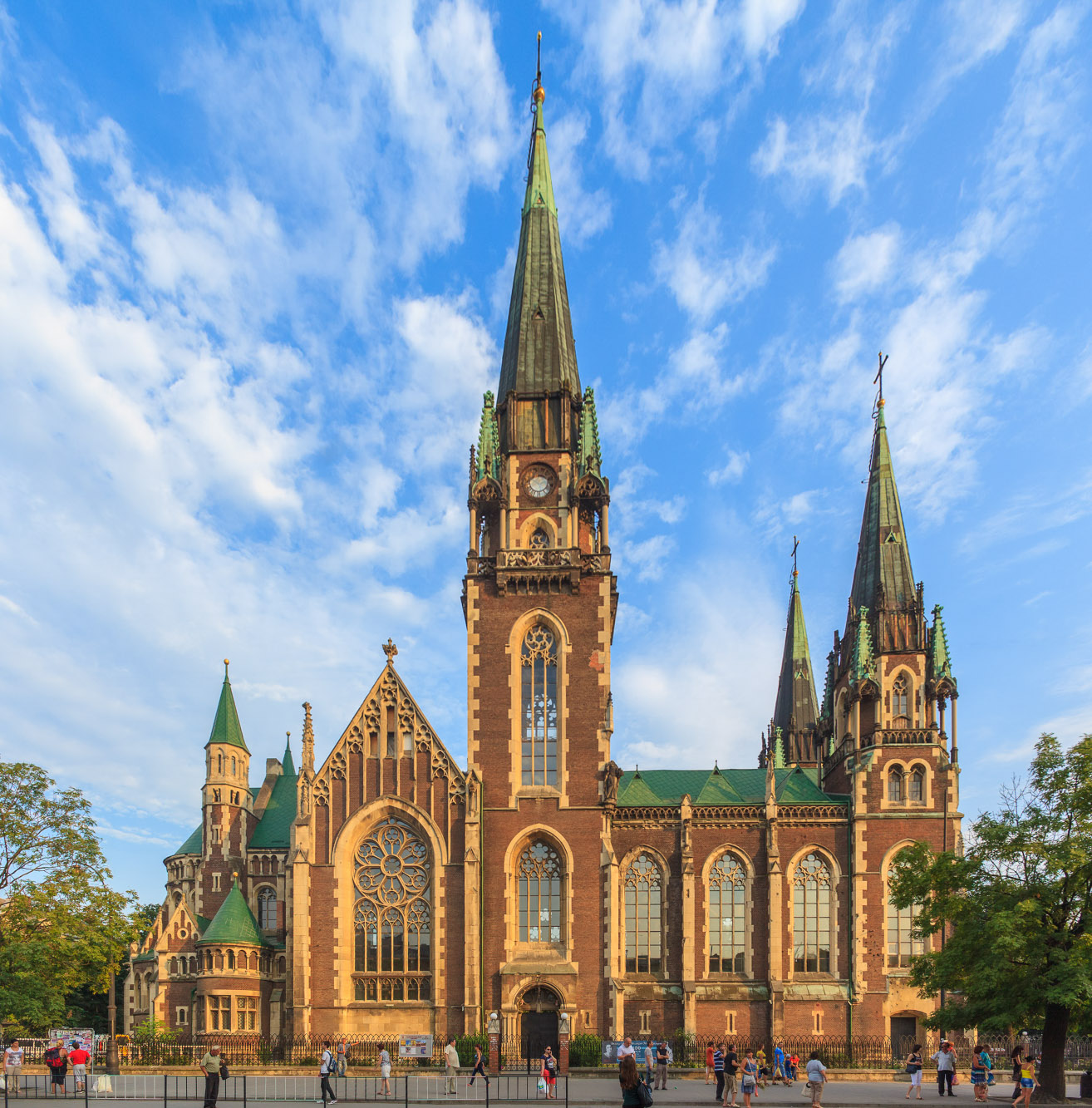
聖奧麗加和聖麗莎教堂

聖奧麗加和聖麗莎教堂（烏克蘭語：Церква святих Ольги і Єлизавети）是烏克蘭城市利沃夫的一座天主教教堂，位於利沃夫站和利沃夫舊城之間。這座教堂在修建之初是拉丁禮教會的圣依撒伯尔堂。現在則是希臘禮教會的聖奧麗加和聖麗莎教堂。在1939年，教堂遭到炸彈破壞，但維持開放至1946年。二戰之後，教堂被用作倉庫。1991年蘇聯解體後，教堂才恢復其本來功能。